# Ulysses Dove
Ulysses Dove, né le 17 janvier 1947 à Columbia, en Caroline du Sud et mort le 11 juin 1996 à New York aux États-Unis, est un chorégraphe contemporain du dernier quart du XXe siècle.

## Biographie
Ulyses Dove commence la danse à l'Académie Boggs en Géorgie. Pour danser, il abandonne ses études à l'université Howard et rejoint l'université du Wisconsin où il étudie la danse la danse avec Xenia Chilistwa, ancienne danseuse du Kirov. Il rejoint ensuite le Bennington College dans le Wisconsin où il a obtient un baccalauréat universitaire (licence) option chorégraphie en 1970. 

De 1970 à 1973 il travaille avec Merce Cunningham à New York. 

« J'y suis resté de 1970 à 1973, pensant avoir trouvé là un moyen d'exprimer ce que je savais porter en moi. Malheureusement, je crois avoir une sensibilité d'un autre type, plus fondé sur l'émotion et je ne m'épanouissais pas comme il fallait... »

À New York, il travaille entre autres des pièces de Perle Lang et de Anna Sokolow. En 1973, il rejoint l'Alvin Ailey American Dance Theater, compagnie du chorégraphe Alvin Ailey où il devient rapidement soliste principal. Il crée sa première chorégraphie en 1979, I See the Moon… and the Moon Sees Me. L'année suivante il chorégraphie le solo Inside pour la danseuse Judith Jamison. Il quitte la compagnie la même année.
En 1980 il accepte le poste de directeur adjoint du Groupe de recherche chorégraphique de l'Opéra de Paris. Il y travaille trois ans. Puis à partir de 1984, il est chorégraphe invité dans les grandes compagnies européennes et américaines telles que le Nederlands Dans Theater, le Ballet de Bâle, l'American Dance Theater, le New York City Ballet, le Ballet français de Nancy, le London Festival Ballet ou le Ballets suédois.
Malade du SIDA, Ulysses Dove est mort le 11 juin 1996, à l'âge de 49 ans, à l'hôpital St. Vincent de Manhattan,. 

## Principales chorégraphies
- 1981 : Pieces of Dream
- 1982 : Night Shade
- 1984 : Bad Blood, création à Paris
- 1986 : Vespers
- 1987 : Episodes
- 1988 : Faits et Gestes, création Nancy avec Patrick Dupond[10]
- 1988 : White Silence, création Nancy avec Patrick Dupond
- 1994 : Red Angels
- 1994 : Twilight
- 1994 : Red Angels

## Sources
- (en) Cet article est partiellement ou en totalité issu de l’article de Wikipédia en anglais intitulé « Ulysses Dove » (voir la liste des auteurs).